# Патрик Јуинг
Патрик Јуинг (енгл. Patrick Ewing; Кингстон, 5. август 1962) бивши је америчко-јамајкански кошаркаш, а садашњи кошаркашки тренер. Играо је на позицији центра.
Највећи део своје кошаркашке каријере провео је у Њујорк никсима, па је у том периоду био и синоним за ову екипу. Током 17 година у НБА лиги 11 пута је учествовао на Ол-стар утакмицама. Његов дрес са бројем 33 је повучен из употребе у овој екипи. Двоструки је освајач Олимпијске медаље са репрезентацијом САД. На 50-годишњицу НБА лиге сврстан је у најбољих 50 играча у историји НБА лиге. Два пута је изабран у Кућу славних у Спрингфилду: једном индивидуално, а други пут као члан оригиналног „Дрим тима“. Један је од најпознатијих играча који се током своје НБА каријере нису домогли НБА прстена.

## Кошаркашка каријера
Иако се родио на Јамајци већ са 12 година се преселио код породице у Масачусетсу. Тамо је и почео да се бави кошарком иако је до тада пре свега показивао склоност ка крикету и фудбалу.

### Колеџ каријера
Колеџ каријеру провео је на универзитету Џорџтаун, за који је играо од 1981. до 1985. године. Већ у првој сезони успео је да дође до НЦАА финала, али не и до титуле коју осваја Северна Каролина са Мајклом Џорданом. Ипак успева да дође до ове титуле већ у следећој сезони и то против Хјустона за кога је играо Хаким Олајџувон. Током целе колеџ каријере, код тренера Џорџа Томпсона, јуинг је бриљирао али ре свега у одбрани. Тренер му није давао превише слободе у нападу.

### Њујорк никси
Било је јасно да ће Јуинг бити први на драфту, и до тада је важило правило да најслабији тим бира први. Да се тимови не би такмичили ко ће бити последњи, комесар НБА лиге Дејвид Стерн је те сезоне морао нешто да смисли. Одлучио је да ће новчић преломити ко ће од два најлошија тима бирати први. Тако да је фактички Патрик Јуинг и пре преласка у НБА лигу, успео да је измени. Са прве позиције на драфту 1985. године изабрала га је екипа Њујорк никса и у њој ће провести највећи део своје играчке каријере. Постоји теорија завере да је лутрија за првог пика намештена у корист Никса, јер је током убацивања коверти са грбовима екипа једна коверта ударила у бубањ, чиме јој је једна ивица била благо искривљена, што је наводно олакшало Дејвиду Стерну да одабере Њујорк никсе, који би по тој теорији доста маркетиншки и играчки ојачали.
Већ у првој сезони и поред повреда имао је веома запажен учинак, уз просечних 20 поена и 9 скокова по утакмици, па је изабран за најбољег новајлију године. И наредних година је бележио запажене сезоне и израстао у једног од најдоминантнијих центара у НБА лиги. Међутим, све то није било довољно да се Њујорк домогне шампионске титуле. Сезоне су се углавном завршавале у финалу Источне конференције где су их чекали тада неприкосновени Булси предвођени Мајклом Џорданом. Остаће забележено дуел у финалу источне конференције 1992. године. Једну утакмицу Патрик је одиграо феноменално и поред повреде коју је задобио у претходној. И следеће сезоне су дошли до финала Истока, међутим ту је опет био крај. Разочарење је било тим веће јер је Њујорк водио са 3:2 у серији.
Када се Џордан повукао из НБА чинило се да коначно Никси могу да дођу до титуле. Међутим овог пута су успели да дођу и до самог НБА финала, али не и до титуле. У финалу их је чекала екипа Хјустона која је тих година била предвођена играчима попут Олајџувона, Клајда Дрекслера и др. Опет су Никси дошли до предноси, и са 3:3 у серији и када је деловало да ће Патрик коначно доћи до прстена, поново се срећа окренула на другу страну. Показаће се и касније да је ово била јединствена прилика да Њујорк дође до тако дуго чекане титуле, а и Патрикова највећа шанса да дође до исте. Тим Никса су чинили још Ентони Мејсон, Џон Старкс, Чарлс Оукли и Дерик Харпер.
Каснијих година Патрик је имао промењен тим и поново био у врху источне конференције, и у сезони 1998/99 су Никси са последњег (осмог) места неочекивано дошли до великог финала, међутим Јуинг није одиграо ниједан финални меч, пошто се повредио у другом мечу финала Источне конференције против Индијана пејсерса. Било је приметно и посустајање тада већ времешног Патрика па су га и повреде често ометале да заврши целу сезону. Пред сам крај каријере одиграо је једну сезону у Сијетлу и једну Орланду после чега се коначно повлачи из играчке каријере.
НБА каријеру је окончао са 1.183 одигране утакмице у регуларном делу плус 139 у плеј-офу. Постигао је укупно 24.815 поена у регуларно и 2.813 поена у плеј-офу. Ипак оно што је најбитније, НБА лигу је напустио без освојеног прстена.

### Репрезентација
Био је део репрезентације САД која је 1984. године освојила златну медаљу на Олимпијским играма у Лос Анђелесу. Тада нису још увек репрезентацију САД чинили аматерски играчи са колеџа. Поред Патрика у тиму су били још и Мајкл Џордан и Крис Малин који ће осам година касније бити део и првог „дрим тима“. Године 1992. у Барселони први пут ће и НБА кошаркаши учествовати на Олимпијским играма и многи сматрају да је то најбољи и једини тим састављен од најбољих НБА играча. Он је био незаустављив на центарској позицији. Тим се практично прошетао до златне медаље јер су сваког противника побеђивали великим разликама.
Занимљиво је да је тај тим једини пораз доживео у припремној утакмици против најбољих осам колеџ играча тог времена који ће касније израсти у НБА звезде: Грент Хил, Амферни Пени Хардвеј, Алан Хјустон, Боб Харли, Џамал Мешбурн, Ерик Монтроуз, Родни Роџерс и Крис Вебер.

### НБА статистика

#### Просечно по утакмици
| Сезона   | Екипа    | ОУ    | СУ    | МПУ  | ПШ%  | 3П%  | СБ%  | СПУ  | АПУ | УПУ | БПУ | ППУ  |
| -------- | -------- | ----- | ----- | ---- | ---- | ---- | ---- | ---- | --- | --- | --- | ---- |
| 1985–86  | Њујорк   | 50    | 50    | 35.4 | .474 | .000 | .739 | 9.0  | 2.0 | 1.1 | 2.1 | 20.0 |
| 1986–87  | Њујорк   | 63    | 63    | 35.0 | .503 | .000 | .713 | 8.8  | 1.7 | 1.4 | 2.3 | 21.5 |
| 1987–88  | Њујорк   | 82    | 82    | 31.0 | .555 | .000 | .716 | 8.2  | 1.5 | 1.3 | 3.0 | 20.2 |
| 1988–89  | Њујорк   | 80    | 80    | 36.2 | .567 | .000 | .746 | 9.3  | 2.4 | 1.5 | 3.5 | 22.7 |
| 1989–90  | Њујорк   | 82    | 82    | 38.6 | .551 | .250 | .775 | 10.9 | 2.2 | 1.0 | 4.0 | 28.6 |
| 1990–91  | Њујорк   | 81    | 81    | 38.3 | .514 | .000 | .745 | 11.2 | 3.0 | 1.0 | 3.2 | 26.6 |
| 1991–92  | Њујорк   | 82    | 82    | 38.4 | .522 | .167 | .738 | 11.2 | 1.9 | 1.1 | 3.0 | 24.0 |
| 1992–93  | Њујорк   | 81    | 81    | 37.1 | .503 | .143 | .719 | 12.1 | 1.9 | 0.9 | 2.0 | 24.2 |
| 1993–94  | Њујорк   | 79    | 79    | 37.6 | .496 | .286 | .765 | 11.2 | 2.3 | 1.1 | 2.7 | 24.5 |
| 1994–95  | Њујорк   | 79    | 79    | 37.0 | .503 | .286 | .750 | 11.0 | 2.7 | 0.9 | 2.0 | 23.9 |
| 1995–96  | Њујорк   | 76    | 76    | 36.6 | .466 | .143 | .761 | 10.6 | 2.1 | 0.9 | 2.4 | 22.5 |
| 1996–97  | Њујорк   | 78    | 78    | 37.0 | .488 | .222 | .754 | 10.7 | 2.0 | 0.9 | 2.4 | 22.4 |
| 1997–98  | Њујорк   | 26    | 26    | 32.6 | .504 | .000 | .720 | 10.2 | 1.1 | 0.6 | 2.2 | 20.8 |
| 1998–99  | Њујорк   | 38    | 38    | 34.2 | .435 | .000 | .706 | 9.9  | 1.1 | 0.8 | 2.6 | 17.3 |
| 1999–00  | Њујорк   | 62    | 62    | 34.2 | .435 | .000 | .731 | 9.7  | 0.9 | 0.6 | 1.4 | 15.0 |
| 2000–01  | Сијетл   | 79    | 79    | 26.7 | .430 | .000 | .685 | 7.4  | 1.2 | 0.7 | 1.2 | 9.6  |
| 2001–02  | Орландо  | 65    | 4     | 13.9 | .444 | .000 | .701 | 4.0  | 0.5 | 0.3 | 0.7 | 6.0  |
| Каријера | Каријера | 1,183 | 1,122 | 34.3 | .504 | .152 | .740 | 9.8  | 1.9 | 1.0 | 2.5 | 21.0 |
| Плеј-оф  | Плеј-оф  | 139   | 135   | 37.5 | .469 | .348 | .718 | 10.3 | 2.0 | 0.9 | 2.2 | 20.2 |
| Ол-стар  | Ол-стар  | 9     | 3     | 21.1 | .537 | .000 | .692 | 6.7  | 0.8 | 1.2 | 1.8 | 11.8 |

#### Рекорди
| Статистика                 | Рекорд | Тим          | Противник          | Датум              |
| -------------------------- | ------ | ------------ | ------------------ | ------------------ |
| Поени                      | 51     | Њујорк никси | Бостон селтикси    | 24. март 1990.     |
| Убачених шутева            | 22     | Њујорк никси | Шарлот хорнетси    | 1. децембар 1990.  |
| Шутева                     | 37     | Њујорк никси | Сан Антонио спарси | 26. март 1991.     |
| Постигнутих тројки         | 1      | Њујорк никси |                    | 19 пута            |
| Покушаја за три поена      | 3      | Њујорк никси |                    | 2 пута             |
| Погођених слободних бацања | 18     | Њујорк никси | Индијана пејсерси  | 10. јануар 1991.   |
| Покушаних слободних бацања | 23     | Њујорк никси |                    | 2 пута             |
| Скокова у нападу           | 11     | Њујорк никси | Милвоки бакси      | 20. фебруар 1996.  |
| Скокова у одбрани          | 22     | Њујорк никси | Мајами хит         | 19. децембар 1992. |
| Укупно скокова             | 26     | Њујорк никси | Мајами хит         | 19. децембар 1992. |
| Асистенција                | 11     | Њујорк никси | Шарлот хорнетси    | 19. април 1996.    |
| Украдених лопти            | 5      | Њујорк никси |                    | 4 пута             |
| Блокова                    | 9      | Њујорк никси |                    | 3 пута             |
| Одиграних минута           | 54     | Њујорк никси | Атланта хокси      | 7. децембар 1991.  |

## Успеси

### Репрезентативни
- Олимпијске игре:  1984, 1992.
- Америчко првенство:  1992.

### Појединачни
- НБА Ол-стар меч (11): 1986, 1988, 1989, 1990, 1991, 1992, 1993, 1994, 1995, 1996, 1997.
- Идеални тим НБА — прва постава (1): 1989/90.
- Идеални тим НБА — друга постава (6): 1987/88, 1988/89, 1990/91, 1991/92, 1992/93, 1996/97.
- Идеални одбрамбени тим НБА — прва постава (3): 1987/88, 1988/89, 1991/92.
- НБА новајлија године: 1985/86.
- Идеални тим новајлија НБА: 1985/86.
- Један од 50 најбољих кошаркаша у НБА историји (1996)
- Њујорк никси су повукли његов дрес са бројем 33 из употребе

## Тренерска каријера
Убрзо након окончања играчке започео је рад као кошаркашки тренер. Од 2003. до 2006. године био је помоћни тренер у Хјустон рокитсима. Након тога прелази у Орландо и један је од најзаслужнији за пласман Орланда у НБА финале 2009. године, пре свега због индивидуалног рада са Двајтом Хауардом који је израстао у најдоминантнијег центра тих година. Године 2013. постаје помоћни тренер у Шарлот бобкетсима где се задржао до данас.

## Остало
Заједно са својим ривалом Хакимом Олајџувоном са којим је обележио једну еру у НБА лиги, је 2008. године изабран у Кућу славних. Исто признање заслужује и две године касније када бива изабран као део Дрим тима који је освојио злато на Олимпијским играма 1992.
Његов син Патрик Јуинг Јуниор се такође бави кошарком и био је изабран на драфту 2008. године, али није забележио наступе у НБА лиги већ игра по иностраним екипама. Јуинг је познат као страствени љубитељ филма, а његови пријатељи су многи познати глумци попут Едија Марфија и Дензела Вошингтона. По сопственом признању, да није кошаркаш, волео би да је глумац или конгресмен. Његова заинтересованост за политику датира још из студентских дана када је жестоко иступао против расизма. Такође био је споменут у песми српског репера Voodoo Popeye, у песми "Rap Sodija", као југословенски инжењер.